# Sibirisk apel
Sibirisk apel (Malus prunifolia) är en växtart i släktet aplar och familjen rosväxter. Trädets frukter benämnes ofta paradisäpplen.
Arten förekommer tillfälligt i Sverige, men reproducerar sig inte.